# Patinação de velocidade em pista curta nos Jogos Olímpicos de Inverno da Juventude de 2012
As disputas da patinação de velocidade em pista curta nos Jogos Olímpicos de Inverno da Juventude de 2012 foram realizadas no OlympiaWorld Innsbruck, em Innsbruck, Áustria, de 18 a 21 de janeiro. Diferentemente dos Jogos Olímpicos de Inverno, não aconteceram os eventos de 1500 metros e os revezamentos masculino e feminino. Ao invés disso, os atletas disputaram uma prova de revezamento misto.

## Calendário
| Janeiro                                | 13 | 14 | 15 | 16 | 17 | 18 | 19 | 20 | 21 | 22 |
| -------------------------------------- | -- | -- | -- | -- | -- | -- | -- | -- | -- | -- |
| Patinação de velocidade em pista curta |    |    |    |    |    | 2  | 2  |    | 1  |    |

|  | Dia de final |

## Eventos
- 500 metros (masculino e feminino)
- 1000 metros (masculino e feminino)
- Revezamento misto

## Classificados
Cada Comitê Olímpico Nacional (CON) classificado pode enviar um máximo de quatro atletas (dois rapazes e duas moças). Os três países melhores colocados no Campeonato Mundial Júnior de Patinação de Velocidade em Pista Curta de 2011 puderam enviar dois atletas por sexo. O país-sede tem garantida uma vaga em cada evento. Por fim, as vagas restantes serão distribuídas de acordo com a ordem de classificação do Campeonato Mundial Júnior até que a cota máxima seja preenchida, obedecendo ao limite de um atleta por CON.
| CON                | Masculino | Feminino | Total |
| ------------------ | --------- | -------- | ----- |
| AUS Austrália      | 1         | 1        | 2     |
| AUT Áustria        | 1         | 1        | 2     |
| CAN Canadá         | 1         | 1        | 2     |
| KAZ Cazaquistão    |           | 1        | 1     |
| CHN China          | 2         | 2        | 4     |
| KOR Coreia do Sul  | 2         | 2        | 4     |
| USA Estados Unidos | 1         | 1        | 2     |
| FRA França         | 1         |          | 1     |
| GBR Grã-Bretanha   | 2         |          | 2     |
| HUN Hungria        | 1         | 1        | 2     |
| ITA Itália         | 1         | 2        | 3     |
| JPN Japão          | 1         | 1        | 2     |
| LTU Lituânia       |           | 1        | 1     |
| NED Países Baixos  | 1         | 1        | 2     |
| RUS Rússia         | 1         | 1        | 2     |
| TPE Taipé Chinês   | 1         |          | 1     |
| Total de atletas   | 16        | 16       | 32    |
| Total de CONs      | 14        | 13       | 16    |

## Medalhistas

### Masculino
| Evento          | Ouro                                  | Prata                                 | Bronze                         |
| --------------- | ------------------------------------- | ------------------------------------- | ------------------------------ |
| 500 m detalhes  | Yoon Su-min Coreia do Sul \| 42.417   | Lim Hyo-jun Coreia do Sul \| 42.482   | Xu Hongzhi · China \| 42.637   |
| 1000 m detalhes | Lim Hyo-jun Coreia do Sul \| 1:29.284 | Yoon Su-min Coreia do Sul \| 1:29.428 | Xu Hongzhi · China \| 1:29.576 |

### Feminino
| Evento          | Ouro                                   | Prata                       | Bronze                               |
| --------------- | -------------------------------------- | --------------------------- | ------------------------------------ |
| 500 m detalhes  | Shim Suk-hee Coreia do Sul \| 44.122   | Xu Aili · China \| 44.593   | Nicole Martinelli · Itália \| 46.390 |
| 1000 m detalhes | Shim Suk-hee Coreia do Sul \| 1:31.661 | Xu Aili · China \| 1:33.351 | Sumire Kikuchi · Japão \| 1:34.254   |

### Misto
| Evento                     | Ouro                                                                                                   | Prata                                                                                                 | Bronze |
| -------------------------- | --- | --- | --- |
| Revezamento misto detalhes | Park Jung-hyun Coreia do Sul · Lu Xiucheng China · Xu Aili China · Jack Burrows Reino Unido · 4:21.713 | Qu Chunyu China · Xu Hongzhi China · Mariya Dolgopolova Ucrânia · Aydin Djemal Reino Unido · 4:24.665 | Shim Suk-hee Coreia do Sul · Yoann Martinez França · Melanie Brantner Áustria · Denis Ayrapetyan Rússia · 4:26.352 |

## Quadro de medalhas
| Ordem | País                | Medalha de ouro | Medalha de prata | Medalha de bronze |    | Ordem por total |
| ----- | ------------------- | --------------- | ---------------- | ----------------- | -- | --------------- |
| 1     | Coreia do Sul (KOR) | 4               | 2                | 0                 | 6  | 1               |
| 2     | China (CHN)         | 0               | 2                | 2                 | 3  | 2               |
| 3     | Japão (JPN)         | 0               | 0                | 1                 | 1  | 3               |
| 3     | Itália (ITA)        | 0               | 0                | 1                 | 1  | 3               |
| Total | Total               | 4               | 4                | 4                 | 12 | -               |